# Algebraïsche verzameling
In de wiskunde is een algebraïsche verzameling over een lichaam (Nederlands) of veld  (België) {\displaystyle K} een verzameling in {\displaystyle K^{n}} ({\displaystyle n}-tupels van elementen van {\displaystyle K}) van oplossingen van een stelsel van {\displaystyle m} polynomiale vergelijkingen in {\displaystyle n} variabelen. 
{\displaystyle f_{k}(x_{1},\ldots ,x_{n})=0,\ \ k=1,2,\ldots ,m}
De getallen {\displaystyle n} en {\displaystyle m} zijn positief en geheel en de {\displaystyle f_{k}} zijn polynomen in {\displaystyle n} variabelen. 
De algebraïsche verzameling is deel van {\displaystyle K^{n}}, zodat voor bijvoorbeeld het lichaam/veld {\displaystyle K} van de reële getallen er eventueel wel veel complexe oplossingen kunnen zijn, maar de algebraïsche verzameling  toch leeg kan zijn.